# لی-آن-ده-سولنت
longitudeلی-آن-ده-سولنتlatitudeلی-آن-ده-سولنت
لی-آن-ده-سولنت (به انگلیسی: Lee-on-the-Solent) یک شهرک در بریتانیا است که در جنوب شرقی انگلستان واقع شده‌است.